# Blandine Pélissier
Pour les articles homonymes, voir Pélissier.
Blandine Pélissier, actrice française, est née à Paris le 4 mars 1960. Elle est également traductrice et adaptatrice de l'anglais en français, ainsi que metteuse en scène.

## Biographie
Blandine Pélissier a fait des études d'AES et d'anglais. Après deux ans passés aux États-Unis, dans la ville de Los Angeles, elle devient comédienne et commence à traduire des pièces de théâtre.
En 1997, elle entre au comité anglophone du Centre international de la traduction théâtrale, la Maison Antoine-Vitez.
Elle fonde la compagnie Les cris du nombril en 2015, et passe à la mise en scène avec la pièce Un jour ou l'autre de l'Écossaise Linda McLean, montée au théâtre parisien du Lucernaire, co-traduite avec Sarah Vermande, qui tient un rôle dans la pièce.

## Filmographie

### Cinéma

#### Longs métrages
- 1995 : Les Apprentis de Pierre Salvadori
- 1997 : Tenue correcte exigée de Philippe Lioret
- 1998 : … Comme elle respire de Pierre Salvadori
- 1999 : Les Marchands de sable de Pierre Salvadori
- 1999 : Cour interdite de Djamel Ouahab
- 2000 : Mademoiselle de Philippe Lioret
- 2001 : La cucaracha (Emmanuèle et les mutants) de Philippe Lafosse
- 2003 : Après vous... de Pierre Salvadori
- 2004 : L'Équipier de Philippe Lioret
- 2007 : Hors de prix de Pierre Salvadori
- 2007 : Je vais bien, ne t'en fais pas de Philippe Lioret
- 2007 : Jean-Philippe de Laurent Tuel
- 2009 : Welcome de Philippe Lioret
- 2011 : Les Hommes libres d'Ismaël Ferroukhi
- 2011 : Les Aventures de Philibert, capitaine puceau de Sylvain Fusée
- 2015 : Un Français de Diastème
- 2016 : Juillet Août de Diastème
- 2018 : Le pays à l'envers de Laurent Merlin

#### Courts et moyens métrages
- 1993 : Ménage de Pierre Salvadori
- 1994 : Du miel, encore du miel de Bruno Montagnon
- 1994 : Paris boum-boum d'Olivier Brunhes
- 1998 : Bonne résistance à la douleur de Pierre Erwan Guillaume
- 1999 : Faisons un rêve de Julien Cunillera
- 1999 : Apesanteurs de Valérie Gaudissart
- 2001 : Sympathique de Nicolas Silhol
- 2001 : Mes insomnies de Valérie Gaudissart
- 2004 : Le Petit Chevalier de Sami Lorentz

### Télévision
- 2001 : À cause d'un garçon de Fabrice Cazeneuve
- 2002 : Secrets de campagne d'Alexandre Pidoux
- 2006 : L'État de Grace de Pascal Chaumeil
- 2007 : Mauvais élément de Gérard Vergès
- 2015 : Les Petits Meurtres d'Agatha Christie (épisode Murder Party) : Odette

## Théâtre
- Fugue en L mineure, de Léonie Casthel, mise en scène de Chloé Simoneau, 2014
- [Kazanova], création du collectif ADN118, MC93 à Bobigny, octobre 2007
- Hiver de Zinnie Harris, mise en scène d'Alexis Michalik, Avignon Off 2007
- Week-end de rêve avec Olivier Brunhes et l'improbable troupe de l'Art-Éclair, Lilas-en-scène
- Fatalité de Laurent Maklès d'après la nouvelle de Anton Tchekhov, mise en scène de Laurent Maklès, Ferme de Bel Ébat
- Tout compte fait... de Barbara Daniel, mise en scène de Colombe Barsacq, Ménagerie de verre
- Marie-Antoinette et ses amies de Franck Bertrand, mise en scène de l'auteur, Théâtre de Collection et Soirées de l'Hôtel d'Albret
- Méduse de Frédérick Tristan, mise en scène de Gilles Mariani, Atelier Bastille.
- La Cuisine de Courteline, mise en scène de Thomas Lévy, Petit Théâtre de Clichy, tournées Norvège et Allemagne.
- Les Femmes savantes de Molière, mise en scène de Philippe Naud, Théâtre Valhubert
- Toi et tes nuages d'Éric Westphal, mise en scène de Blandine Pélissier, Stavanger (Norvège)

## Traduction / adaptation

### Théâtre
- Meilleurs vœux d'Alan Ayckbourn
- La sourde oreille de Torben Betts
- L'insoumise de Torben Betts
- De quoi on parle quand on parle d’amour de Raymond Carver
- Vision Brûlure de Marie Clements
- Quelque chose dans l'air de Richard Dresser
- Femmes-cibles de Eve Ensler
- Sale petite Princesse de Georgia Fitch :
- Le Pilote américain de David Greig
- Le Dernier message du cosmonaute à la femme qu'il aima un jour dans l'ex-Union Soviétique de David Greig
- de Zinnie Harris :

Rendez-vous à l'aube
Le retour d'Agamemnon
Comment retenir sa respiration
Le jardin  -Mise en scène de Jean-Marie Lorvellec, 2018
Nightingale et Chase, (co-traduction avec Dominique Hollier)
Solstice, (co-traduction avec Dominique Hollier)
Hiver, (cotraduction avec Dominique Hollier), publiée chez L'avant-scène théâtre.
Automne, (co-traduction avec Dominique Hollier)
Crépuscule, lever de rideau pour "Temps de parole" 2004 à la Comédie de Valence
Plus loin que loin, (co-traduction avec Dominique Hollier), publiée chez L'embarcadère et chez L'avant-scène théâtre.
- Une truite pour Ernestine Shuswap de Tomson Highway
- Une affaire qui roulede Stephen Jeffreys
- Comme des étoiles de Cindy Lou Johnson
- Le pas de la nuit de Rebecca Lenkiewicz :
- de Linda McLean :

Fractures, (co-traduction avec Sarah Vermande), publiée par Théâtre Ouvert (Tapuscrit) 2010
Un jour ou l'autre, (co-traduction avec Sarah Vermande)
Toutes les cinq minutes, (co-traduction avec Sarah Vermande)
Ce qu'est l'amour, (co-traduction avec Sarah Vermande)
Sex&God, (co-traduction avec Sarah Vermande)
Tranche froide, (co-traduction avec Sarah Vermande)
Dossier Incertitudes, (co-traduction avec Sarah Vermande)
Gloire sur la terre, (co-traduction avec Sarah Vermande)
- Enfermées de Rona Munro :
- de Gary Owen :

Le monde noyé
Iphigénie à Splott (co-traduction avec Kelly Rivière)
- La Fille dans le bocal à poisson rouge de Morris Panych :
- de Joe Penhall :

Dumb Show
Bleu/Orange, publiée chez L'embarcadère
La trappe, (co-traduction avec Dominique Hollier), publiée chez L'embarcadère
Voix secrètes, (cotraduction avec Dominique Hollier), publiée chez Théâtrales
- Roméo et Juliette de William Shakespeare
- Des cadavres qui respirent de Laura Wade
- Les gens sont sympas de Michael Wynne

### Surtitrage
- Hommage à Ginsberg, concert de Patti Smith (pour les Nuits de Fourvière 2009)
- Berlin, concert de Lou Reed (pour les Nuits de Fourvière 2007)
- Homeland, concert de Laurie Anderson (pour les Nuits de Fourvière 2007)
- Architruc, de Robert Pinget (français/anglais)
- I La Galigo, spectacle de Robert Wilson

### Édition
- Jean Nouvel (éditions Taschen)
- I La Galigo, spectacle de Robert Wilson (Change Performing Arts, pour les Nuits de Fourvière 2004)
- Truite & Saumon (éditions Proxima – cotraduction avec O. Le Goff et N. Ragonneau)
- Hollywood Portraits (éditions Proxima)
- Hollywood cocktails (éditions Proxima)
- Atomic cocktails (éditions Proxima)
- Bonhommes de neige (éditions Artémis)
- Cocktails d’été (éditions Proxima)